# Бреньо, Лоренцо

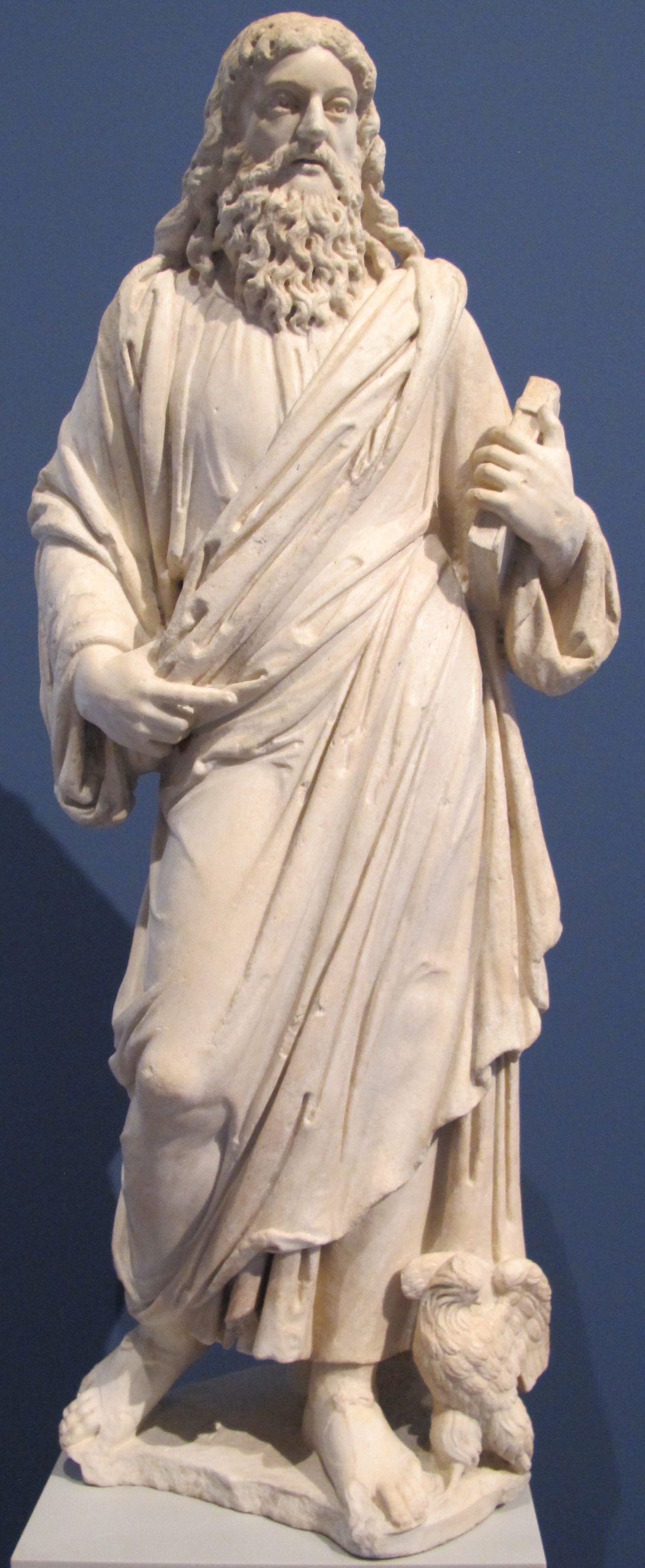
Иоанн Богослов (ок. 1510), Музей Боде

Лоренцо Бреньо (итал. Lorenzo Bregno; 1460, Остено — 1523, Венеция) — итальянский архитектор и скульптор первой половины XVI века. Сын Паоло Бреньо, брат Джамбатисты Бреньо

## Биография
Работал в Венеции, Тревизо, Падуе и Креме.
Основные работы:
- Памятник Мельзиору Тревизану, фигуры гробницы Бенедетто Пезаро, Альвизе Паскуалиньо (предположительно) и главного алтаря в базилике Санта-Мария-Глорьоза-дей-Фрари, Венеция
- Статуи Святых Андрея, Петра и Павла над алтарем в церкви Санта Мария Матер Домини, Венеция
- Статуя генерала Диониги Нальдо в соборе Санти-Джованни-э-Паоло, Венеция
- Надгробие архиепископа Николо Фланко в кафедральном соборе (совместно с Джамбатиста Бреньо), Тревизо
- мраморный триптих с изображением Святых Христофора, Леонарда и Евстахия в соборе Святого Иоанн Креститель, Чезена
- Работы в церкви Сан-Франческо делла Винья, Венеция